# AWS Glue
AWS Glue és una plataforma informàtica sense servidor basada en esdeveniments proporcionada per Amazon com a part d'Amazon Web Services. Es va presentar l'agost de 2017.

## Visió general
L'objectiu principal de Glue és escanejar altres serveis al mateix núvol privat virtual (o un element de xarxa accessible equivalent encara que no el proporcioni AWS), especialment S3. Les feines es facturen segons el temps de càlcul, amb un recompte mínim d'1 minut. Glue descobreix les dades d'origen per emmagatzemar les metadades associades (per exemple, l'esquema de la taula de noms de camps, longituds de tipus) al catàleg de dades d'AWS Glue (al qual després es pot accedir mitjançant la consola AWS o les API).

## Llenguatges admesos
Scala i Python són oficialment compatibles A 2020.

## Interrogació del catàleg mitjançant API
El catàleg es pot llegir a la consola AWS (a través del navegador) i mitjançant l'API dividit en temes que inclouen:
- API de base de dades
- API de taula
- API de particions
- API de connexió
- API de funció definida per l'usuari
- Importació d'un catàleg d'Athena a AWS Glue[7]